# EIF4EBP3
EIF4EBP3 (англ. Eukaryotic translation initiation factor 4E binding protein 3) – білок, який кодується однойменним геном, розташованим у людей на короткому плечі 5-ї хромосоми. Довжина поліпептидного ланцюга білка становить 100 амінокислот, а молекулярна маса — 10 873.
| 10         |  | 20         |  | 30         |  | 40         |  | 50         |
| ---------- |  | ---------- |  | ---------- |  | ---------- |  | ---------- |
| MSTSTSCPIP |  | GGRDQLPDCY |  | STTPGGTLYA |  | TTPGGTRIIY |  | DRKFLLECKN |
| SPIARTPPCC |  | LPQIPGVTTP |  | PTAPLSKLEE |  | LKEQETEEEI |  | PDDAQFEMDI |
|            |  |            |  |            |  |            |  |            |

A: Аланін

C: Цистеїн

D: Аспарагінова кислота

E: Глутамінова кислота

F: Фенілаланін

G: Гліцин

I: Ізолейцин

K: Лізин

L: Лейцин

M: Метіонін

N: Аспарагін

P: Пролін

Q: Глутамін

R: Аргінін

S: Серин

T: Треонін

V: Валін

Кодований геном білок за функціями належить до інгібіторів синтезу білка, фосфопротеїнів. 
Задіяний у такому біологічному процесі, як регуляція трансляції. 